# Виктор Шолшер
Виктор Шолшер (на френски: Victor Schœlcher, френско произношение: [vik.tɔʁ ʃœl.ʃɛʁ]) е френски държавник, известен с приноса си към премахването на робството във Франция.
Шолшер е автор на няколко труда, описващи състоянието на робите във френските колонии и призоваващи за тяхната еманципация. През 1848 г. политикът и астроном Франсоа Араго, министър на флота и колониите в правителството на младата Втора република, назначава Шолшер за помощник-държавен секретар. Усилията на Шолшер се увенчават с приемането на Декрета за премахване на робството от 27 април 1848 г.

## Биография
Роден е в Париж на 22 юли 1804 г. Баща му Марк Шолшер е собственик на фабрика за производство на порцелан, а майка му Виктоар Жакоб до брака си търгува с бельо.
Виктор Шолшер учи в лицея Кондорсе в Париж. Потопя се в парижките литературни и артистични среди, като поддържа познанства с Жорж Санд, Ектор Берлиоз и Ференц Лист. В периода 1828-1830 г. баща му го изпраща като търговски представител на семейната фабрика в Мексико, САЩ и Куба.
При завръщането си във Франция Шолшер става журналист и литературен критик. През 1834 г. от името на Дружеството за премахване на робството написва текста на Петиция за пълно и незабавно премахване на робството, която изпраща до френските депутати от двете камари на парламента. През 1832 г. продава наследената от баща му фабрика, за да се посвети изцяло на политиката.
През 1848 г. е назначен за помощник-държавен секретар на флота и колониите от министъра Франсоа Араго във временното правителство на Втората република. На този пост, по негова инициатива, е съставен декрет за премахване на робството в колониите. Декретът е подписан от всички членове на правителството и е обнародван на 5 март същата година.
От 1848 до 1851 г. е депутат от левицата, първоначално от Мартиника, а после от Гваделупа. След държавния преврат от 2 декември 1851 г. Шолшер, убеден привърженик на републиката, не може да остане във Втората империя и става изгнаник в Англия, където е приет като специалист по музиката на Георг Фридрих Хендел, където събира голямо количество негови ръкописи и партитури, която днес е част от фонда на Националната библиотека на Франция. След загубата при Седан, довела до отстраняването от трона на Наполеон III и окончателното премахване на монархията във Франция, през март 1871 г. е избран за депутат от Мартиника. Преизбран е на този пост през 1875 г., а през 1875 г., френското Национално събрание го избира за пожизнен сенатор. При Третата република правителството на Фери приема закон за репарации на жертвите от държавния преврат от 2 декември 1851 година и съставя комисия за обезщетения, в която представители на жертвите са Виктор Шолшер, Виктор Юго и шестима други сенатори и депутати.
Шолшер не се жени и няма деца. Към края на живота си решава да дари всичко, което притежава, на Общия съвет на Гваделупа — сбирката днес се помещава в музея „Шолшер“ в Гваделупа. Умира на 25 декември 1893 г в парижкото предградие Уий (Houilles), в департамента Ивлин. Погребан е в гробището Пер Лашез в Париж.
Сборник с негови текстове с въведение от френския поет Еме Сезер, нареждан сред 3-та бащи на негритюда, излиза през 1948 г. В това въведение Сезер пише: „Споменаването на Шолшер не е суетно викане на духове, а извиква спомена за това каква е истинската мисия на човек, всяка дума от чиято реч и днес е взривоопасен патрон… Шолшер прекрачва аболиционизма, за да се впише във визията на дееца на революцията: този, който несъмнено е част от реалността и насочва историята към нейния край.“

## Трудове
- 1833: За робството на чернокожите и колониалното законодателство, на френски език: De l'esclavage des Noirs et de la législation coloniale 1833.
- 1840: Премахване на робството. Критичен прочит на предразсъдъка спрямо африканците и метисите, на френски език: Abolition de l'esclavage. Examen critique du préjugé contre la couleur des africains et des sang-mélés, „Des Noirs“, Revue de Paris, tome XX, 1830, стр. 71-83.
- 1842: Относно френските колонии. Незабавно премахване на робството, на френски език: Des colonies françaises. Abolition immédiate de l'esclavage. Pagnerre, 1842. електронна версия.
- 1843: Чуждестранните колонии и Хаити. Резултати от английската еманципация, на френски език: Colonies étrangères et Haïti. Résultats de l'émancipation anglaise: Датските колонии − Хаити − за правото на посещение − Поглед върху състоянието на въпроса за освобождението Colonies Danoises – Haïti – Du droit de visite – Coup d'œil sur l'état de la question d'affranchissement, Pagnerre, 1843. електронна версия
- 1844: Относно петицията на работниците за незабавното премахване на робството, на френски език: De la pétition des ouvriers pour l'abolition immédiate de l'esclavage.
- 1847: История на робството през двете последни години, на френски език: Histoire de l'esclavage pendant les deux dernières années. Pagnerre, 1847. електронна версия.
- 1857: Животът на Хендел, на английски език: Life of Haendel, London, Trübner.
- 1873: Семейството, собствеността и християнската религия, на френски език: La famille, la propriété et le christianisme, Paris, Librairie de la Bibliothèque démocratique, 1873.
- 1874: Втори декември, кланетата в Париж, на френски език: Le Deux décembre, les massacres dans Paris, Paris, Librairie de la Bibliothèque démocratique, 1874.
- 1889: Животът на Тусен Лувертюр, на френски език: Vie de Toussaint Louverture, Karthala Éditions, 1889.